# نیل آرمسترانگ
نیل الدن آرمسترانگ (به انگلیسی: Neil Alden Armstrong؛ ۵ اوت ۱۹۳۰ – ۲۵ اوت ۲۰۱۲) یک فضانورد و مهندس هوافضای آمریکایی بود و نخستین انسانی است که طی مأموریت آپولو ۱۱ در ۲۰ ژوئیه ۱۹۶۹ بر کره ماه گام نهاد. وی همچنین هوانورد نیروی دریایی، خلبان آزمایش و استاد دانشگاه بود. پس از پایان جنگ کره آرمسترانگ به نیروی هوایی ایالات متحده آمریکا راه یافت و بیش از ۹۰۰ پرواز انجام داد. او فارغ‌التحصیل دانشگاه پردو است و تحصیلات خود را در دانشگاه کالیفرنیای جنوبی تکمیل کرد.
وی قبل از فضانوردی، در نیروی هوایی ایالات متحده آمریکا بود. پس از پایان جنگ، آرمسترانگ به عنوان یک خلبان آزمایش‌کننده در کمیته رایزنی ملی هوانوردی آمریکا ۹۰۰ پرواز با انواع هواپیما انجام داد. او از دانشگاه پردو و دانشگاه کالیفرنیای جنوبی فارغ‌التحصیل شد. آرمسترانگ پس از ترک نیروی دریایی در سال ۱۹۶۲ به ناسا پیوست. نخستین پرواز او در ناسا، فرماندهی او در پرواز جمینای ۸ در سال ۱۹۶۶ بود و به نخستین غیرنظامی آمریکایی تبدیل شد که به فضا سفر کرده است. او در نخستین مأموریت اتصال و پهلوگیری فضاپیما، در اتصال دو فضاپیمای سرنشین‌دار به فرماندهی دیوید اسکات شرکت داشت. این مأموریت پس از آن‌که آرمسترانگ برای جلوگیری از چرخش خطرناک فضاپیما؛ ناشی از گیرافتادن یک گیرک، در نخستین پرواز اضطراری فضایی، ناچار به استفاده از بخشی از سوخت کنترل ورود به جو در بازگشت شد، لغو گردید.
دومین و آخرین پرواز فضایی او، پرواز آپولو ۱۱ و فرماندهی مأموریت بود که سرانجام با باز آلدرین در تاریخ ۲۰ ژوئیه ۱۹۶۹ برای نخستین بار بر روی کره ماه فرود آمد. آرمسترانگ و آلدرین بر روی کره ماه گام نهادند و ۲ ساعت و نیم روی ماه کاوش کردند؛ در حالی که مایکل کولینز که در سفینهٔ فرماندهی منتظر آن‌ها بود. به آرمسترانگ، آلدرین و کالینز مدال آزادی ریاست جمهوری از ریچارد نیکسون (رئیس‌جمهور ایالات متحده آمریکا)، مدال فضایی کنگره از رئیس‌جمهور جیمی کارتر در سال ۱۹۷۸ و مدال طلای کنگره در سال ۲۰۰۹ اهدا شد.
در ۲۵ اوت ۲۰۱۲، نیل آرمسترانگ در سن ۸۲ سالگی بر اثر عوارض ناشی از جراحی در بیمارستانی واقع در کلمبوس، اوهایو درگذشت.

## زندگی
نیل آرمسترانگ حاصل ازدواج استفان کونیگ آرمسترانگ و ویولا لوئیس انگل است و در شهر واپاکونتا، اوهایو به دنیا آمد.
نیل از تبار اسکاتلندی-ایرلندی و آلمانی است و دو خواهر و برادر کوچک‌تر دارد. پدرش، استفان آرمسترانگ، حسابرسِ دولت ایالتی اوهایو بوده است و بارها در سراسر کشور نقل مکان کرده است. گفته می‌شود که نیل قبل از تولد ۱۵ سالگی‌اش در ۲۰ شهر مختلف زندگی کرده است. او به شدت به پرواز علاقه داشت.
پدر او برای تحصیل نیل در دبیرستان «بلوم»، برای آخرین بار در سال ۱۹۴۴ به شهرستان واپاکونتا، اوهایو نقل مکان کرد. آرمسترانگ در ۱۵ سالگی شروع به یادگیری درس پرواز در فرودگاه این شهرستان کرد و گواهینامهٔ پرواز خود را قبل از گواهینامهٔ رانندگی به دست آورد. او پسری فعال بود و سرانجام رتبهٔ عقاب دیده‌بان را به دست آورد. در بزرگسالی، پیشاهنگان پسر آمریکا با اعطای جایزهٔ دیده‌بان عقاب و جایزهٔ نقره‌ای بوفالو او را تأیید کرد.
در سال ۱۹۴۷، آرمسترانگ تحصیل در رشتهٔ هوافضا در دانشگاه پردیو را آغاز کرد. او همچنین در مؤسسه فناوری ماساچوست (MIT) پذیرفته شد. تنها مهندسی که او می‌شناخت (که دانش‌آموختهٔ ام‌آی‌تی بود) آرمسترانگ را با گفتن این‌که لزومی ندارد برای آموزش و پرورش خوب تمام راه را به کمبریج، ماساچوست، بپیماید، از ثبت نام در آنجا منصرف کرد. نیل دومین فرد در خانواده‌اش بود که در دانشگاه پذیرفته شد. او مدرک لیسانس را در رشتهٔ دانش مهندسی هوانوردی در سال ۱۹۵۵ از دانشگاه پردیو دریافت کرد. هزینهٔ تحصیلی او توسط «هالووی پلن» پرداخت می‌شد که تعهد ۲ سال تحصیل و به دنبال آن ۲ سال آموزش پرواز و پیرو آن یک‌سال خدمت هوانوردی در نیروی دریایی، و سپس تکمیل ۲ سال پایانی دورهٔ لیسانس را همراه داشت. آن‌ها تا بعد از فارغ‌التحصیلی اجازهٔ ازدواج نداشتند و متعهد به ۴ سال خدمت فعال هوانوردی بعد از فارغ‌التحصیلی بودند و در ۲ سال اول نیز حق ارتقا به درجهٔ ناوآموزی را نداشتند.
آرمسترانگ در سال ۱۹۷۰ از دانشگاه کالیفرنیای جنوبی، کارشناسی ارشد در مهندسی هوافضای خود را گرفت. او دارای دکترای افتخاری از چندین دانشگاه نیز هست.
آرمسترانگ در سال ۱۹۵۶ با ژانت شرون ازدواج کرد و بعد از جدایی در سال ۱۹۹۴ با کارول نایت دوباره ازدواج کرد.

## خدمات نیروی دریایی

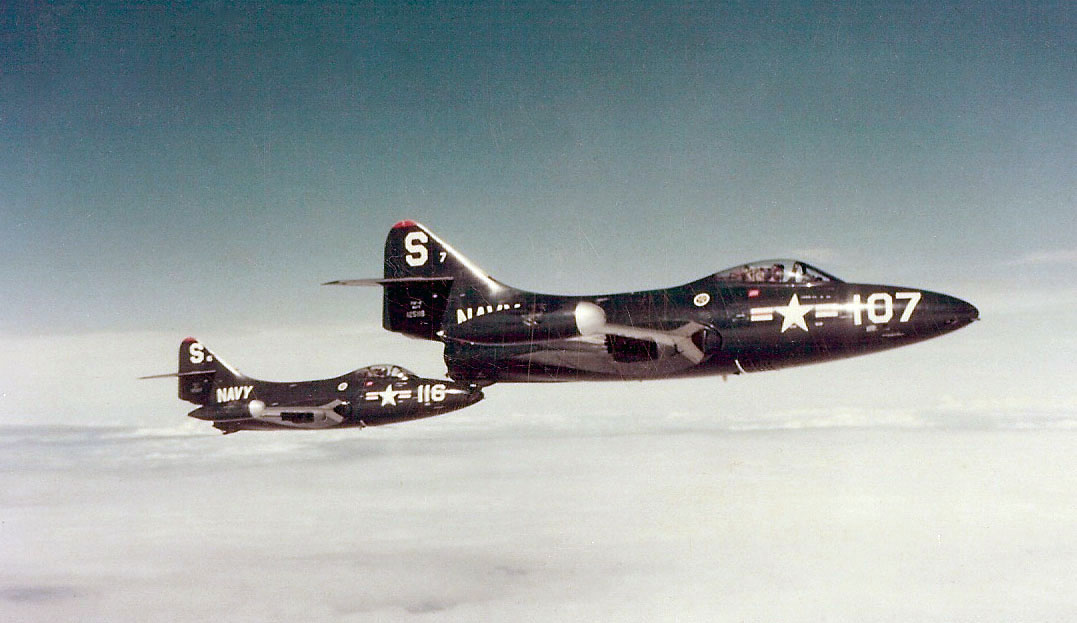
عکسی از دو جت F-84 Thunderjet نیروی هوایی ایالات متحده که بر فراز منطقه‌ای پوشیده از برف در حال پرواز هستند، نقش این هواپیماها در عملیات‌های هوایی در شرایط سرد و اهمیت آنها در دوران اولیه جنگ سرد را نشان می‌دهد. این جت‌ها بخش مهمی از توان استراتژیک هوایی ایالات متحده در دهه ۱۹۵۰ بودند که اغلب در تمرینات ناتو یا گشت‌زنی‌ها در مناطق قطبی برای نمایش قدرت و آمادگی هوایی آمریکا تحت شرایط سخت مورد استفاده قرار می‌گرفتند.

در تاریخ ۲۶ ژانویه سال ۱۹۴۹، از نیروی دریایی با آرمسترانگ تماس گرفته شد و از او خواسته شد خود را به ایستگاه پنساکولا، فلوریدا برای آموزش پرواز معرفی کند. در تاریخ ۱۶ اوت ۱۹۵۰، دو هفته پس از تولد ۲۰ سالگی آرمسترانگ، متوجه شد که به عنوان هوانورد به نیروی دریایی راه یافته است.
او به عنوان ناوگان هوایی اسکادران ۷ در سن دیگو منصوب شد. دو ماه بعد، او به عنوان جنگندهٔ اسکادران ۵۱ (وی‌اف-۵۱)، یک اسکادران تمام جت انتخاب شد و نخستین پرواز خود را در یک هواپیمای جت اف۹اف-۲بی در تاریخ ۵ ژانویه ۱۹۵۱ انجام داد. او در ماه ژوئن، نخستین فرود جت خود را با یک یواس‌اس اسکس انجام داد و همان هفته، از دانشجوی سال دوم نیروی دریایی به ناوبان دوم ارتقا یافت. در پایان ماه، با وی‌اف-۵۱ به عنوان جنگنده زمینی برای جنگ کره عازم کره جنوبی شد.
آرمسترانگ نخستین عملیات خود در جنگ کره را در تاریخ ۲۹ اوت ۱۹۵۱ انجام داد. در ۳ سپتامبر ۱۹۵۱، او که در حال پرواز اکتشافی برای عکس‌برداری بر فراز تأسیسات حمل و نقل در جنوب روستای مجون در غرب وونسان بود. هواپیمای اف۹ او در حالی که مشغول بمباران در سطوح پایین (با سرعت ۳۵۰ کیلومتر بر ساعت) بود، با آتش ضدهوایی مواجه شد. او هنگامی که برای به دست آوردن کنترلش در ارتفاع حدود ۲۰ فوت (۶٫۱ متر) تلاش می‌کرد، با تیرکی برخورد کرد که بخشی از قسمت متحرک بال راست هواپیمایش را کند. او در نظر داشت با چتر نجات بر روی آب فرود بیاید تا بالگردهای نیروی خودی نجاتش دهند به همین دلیل به سوی پایگاه هوایی پوهانگ پرواز کرد ولی صندلی او به روی خشکی افتاد. هم اتاقی او در مدرسه پرواز با یک جیپ او را نجات داد.
آرمسترانگ در جنگ کره، بیش از ۷۸ مأموریت انجام داد و در مجموع در این جنگ ۱۲۱ ساعت روی هوا بود که بیشتر آن‌ها را در ژانویه ۱۹۵۲ انجام داد. او موفق به دریافت ۲۰ مدال هوایی، ۲۰ مأموریت رسمی، ۲۰ ستارهٔ طلایی، مدال خدمات کره‌ای و مدال تعهد شد. او در سن ۲۲ سالگی در تاریخ ۲۳ اوت ۱۹۵۲، نیروی دریایی را ترک کرد و به ستوان تبدیل شد.

## سال‌های دانشکده
پس از استعفا از نیروی دریایی، آرمسترانگ به دانشگاه پردو بازگشت و بهترین نمراتش را در چهار ترم اول گرفت. نمرات نهایی او ۴٫۸ از ۶ بود. آرمسترانگ لیسانس خود را در رشتهٔ مهندسی هوانوردی در ژانویه ۱۹۵۵ از دانشگاه پردو گرفت و فارغ‌التحصیل شد.
نیل با ژانت الیزابت شیرون که در در دانشگاه پردو درس اقتصاد خانه را می‌خواند، ازدواج کرد. آن‌ها در تاریخ ۲۸ ژانویه سال ۱۹۵۶، در کلیسای جماعت در ویلمت در ایلینوی ازدواج کردند.
این زوج دارای سه فرزند به نام‌های اریک، کارن و مارک هستند. در ماه ژوئن سال ۱۹۶۱، تشخیص داده شد که کارن در قسمت میانی مغزش تومور دارد. سرانجام با اشعه ایکس او را درمان کردند. اما سرانجام کارن در تاریخ ۲۸ ژانویه ۱۹۶۲، به دلیل تضعیف سلامتی اش فوت کرد.
نیل آرمسترانگ بعداً کارشناسی ارشد را در رشتهٔ علوم در مهندسی هوانوردی در دانشگاه کالیفرنیای جنوبی گرفت.

## خلبان آزمایش هواپیما

آرمسترانگ در ۲۰ نوامبر ۱۹۵۶ در حالی که او یک خلبان بوده است، پایگاه نیروی هوایی ادواردز، کالیفرنیا

آرمسترانگ خلبان آزمایشی پایگاه نیروی هوایی ادواردز در کالیفرنیا بود.
آرمسترانگ پس از فارغ‌التحصیلی از دانشگاه پوردیو، تصمیم گرفت که خلبان آزمایش‌کنندهٔ تحقیقات تجربی هواپیما شود.
او این پست را از کمیته رایزنی ملی هوانوردی آمریکا در پایگاه هوایی ادواردز، مرکز پژوهشی هوایی درایدن، که در سال ۲۰۱۴ «مرکز تحقیقات پرواز نیل آ آرمسترانگ ناسا» نامیده شد، تقاضا کرد. با آن‌که در کمیته برای این تقاضا پست آماده‌ای وجود نداشت تقاضانامه را به پایگاه فضایی لوئیس فرستادند و او نخستین پروازش به عنوان خلبان آزمایش را انجام داد؛ اگرچه او پیش از این در نیروی دریایی نیز به پرواز می‌پرداخت. سپس به پایگاه فضایی لوئیس واقع در کلیولند، اوهایو رفت و نخستین پروازش را در این پایگاه فضایی در مارس ۱۹۵۵ انجام داد. پس از چندماه پرواز در کلیولند، در ژوئیه ۱۹۵۵ برای کار جدید خود به پایگاه ادواردز بازگشت.
او در نخستین روز خود در ادواردز، وظیفهٔ آزمایش یک هواپیمای بمب افکن را بر عهده داشت. او در یکی از پروازهای بمب‌افکن خود با هواپیمای بوئینگ بی-۲۹ سوپرفورتریز در ادواردز دچار حادثه شد. او در این پرواز در صندلی راست نشسته بود. او هم چنین در مارس ۱۹۵۶ به عنوان خلبان روی صندلی راست دی-۵۵۸–۲ نشست.
در یک پرواز که آرمسترانگ تا ارتفاع ۹٫۱ کیلومتر صعود کرده بود، چهار موتور متوقف شد و پروانه هواپیما در جریان هوا سرعت زیاد چرخش خود را از دست داد. با قرار دادن سوئیچ، چرخش پروانه بسیار سریع تر از پیش شد و در نتیجه از هم جدا شد و شکست. هواپیمای آرمسترانگ با سرعت ۳۱۰ مایل در ساعت (۳۳۸ کیلومتر در ساعت) به پایین سقوط می‌کرد. سرانجام اجناس روی زمین راه‌اندازی شد و یک موشک بی-۲۹ برای حمل هواپیمای آرمسترانگ به هوا پرتاب شد. سپس آرمسترانگ و «استن بوچارت» دست بکار شدند اما در لحظه راه‌اندازی، چهار موتور پروانه از هم پاشیده شد. سپس موتور شماره ۳ آسیب دید. آرمسترانگ مجبور شد این موتور را خاموش کند. سرانجام آرمسترانگ با دو موتور و خیال راحت فرود آمد.
در تاریخ ۱۵ اوت ۱۹۵۷، آرمسترانگ برای نخستین بار با هواپیمای موتور راکتی پرواز کرد. در این پرواز او با هواپیمای بل ایکس-۱بی به ارتفاع ۱۱٫۴ مایل (۱۸٫۳ کیلومتر) صعود کرد. در سپتامبر ۱۹۶۲، آرمسترانگ با ایکس-۱۵ به ارتفاع ۲۰۷٬۵۰۰ فوت (۶۳٫۲ کیلومتر) صعود کرد.
آرمسترانگ چند بار در ادواردز حادثه دید. او در یکی از بلندترین پروازهایش در ادواردز در ۲۰ آوریل ۱۹۶۲، با هواپیمای ایکس-۱۵ به ارتفاع ۲۰۷۰۰۰ فوت (۶۳ کیلومتر) صعود کرد. این پرواز، بلندترین پرواز آرمسترانگ پیش از جمینای ۸ بوده است. در این پرواز، در ارتفاعات بالا جو بسیار نازک بوده است و تقریباً هیچ اثری از حرکت گاز نبوده است. او در بلندترین پرواز خود در ادواردز، در یک پرواز افسانه‌ای در جنوب ادواردز به ارتفاع ۴۰ مایل (۶۴ کیلومتر) صعود کرد. او در این پرواز به سختی توانست فرود بیاید.
چهار روز بعد، آرمسترانگ با دومین حادثه خود روبه رو شد. در این پرواز، چاک ییگر همراه او بود. با باریدن باران، آرمسترانگ مجبور شد به شکل اضطراری با تی-۳۳ در یک دریاچه خشک فرود بیاید. ییگر در زندگی‌نامه خود نوشت: «آرمسترانگ می‌دانست که پس از بارش باران باید چه کار کند.» در فرود اول آرمسترانگ ناموفق بود. ییگر به او گفت که دوباره امتحان کن، زمان به کندی می‌گذرد. سرانجام آرمسترانگ در فرود دوم در شرق دریاچه فرود آمد. به گفته او، ییگر شخصیت بسیار طنزی دارد.

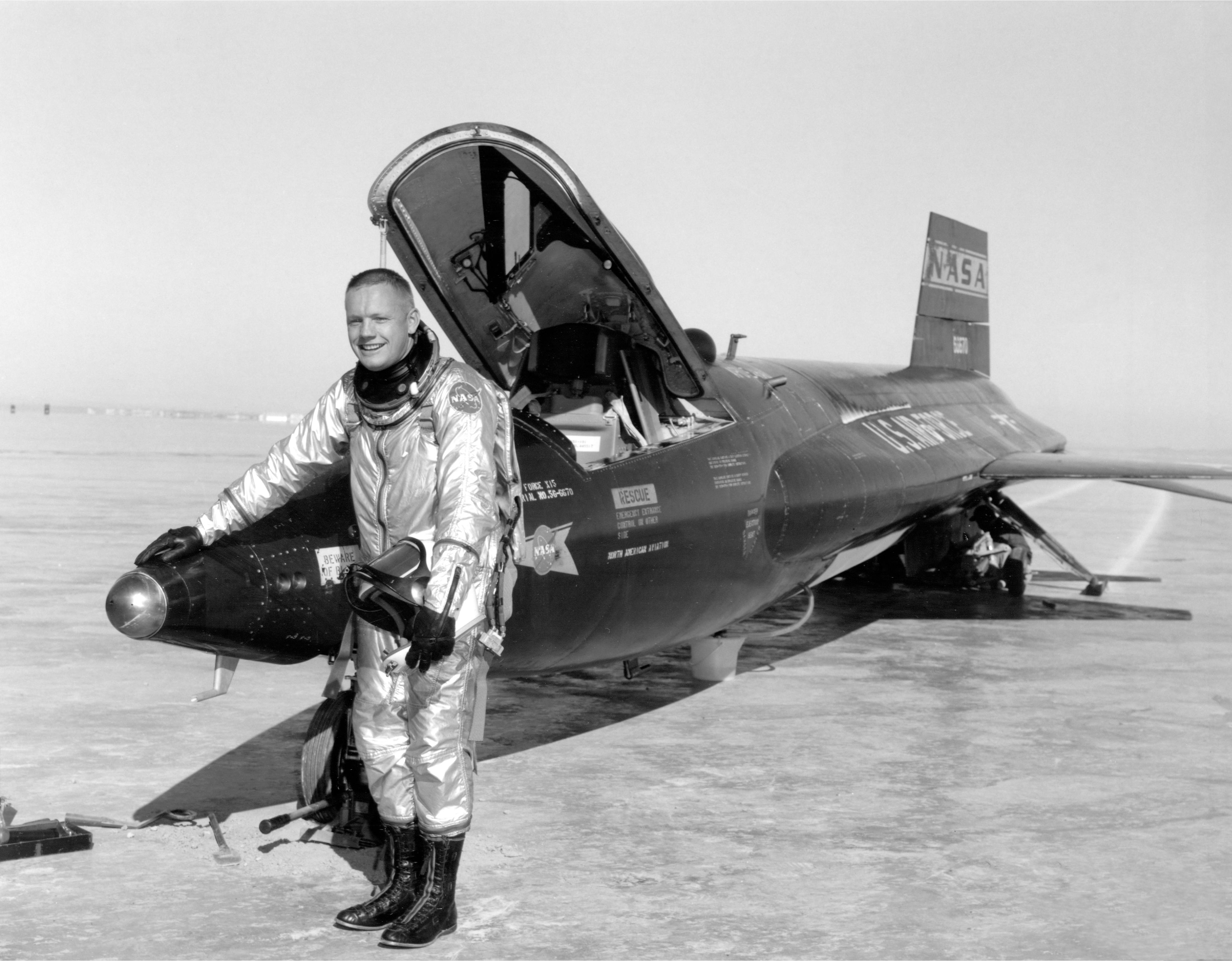
نیل آرمسترانگ در کنار ایکس-۱۵ پس از پرواز پژوهشی در سال ۱۹۶۰

بسیاری از خلبانان ایکس-۱۵ آرمسترانگ را مورد تحسین قرار داده‌اند. میلت تامپسون گفت: «او از همان ابتدا فنی‌ترین ما بوده است.» بیل دانا گفت: «ما همیشه جذب پروازهای او بوده‌ایم.» مدرک مهندسی لازمه یک خلبان خوب مانند چاک ییگر و پیت نایت نیست. پیت نایت، خلبان و مهندس پرواز گفته است: «در پرواز بیشتر مکانیک بودن به درد آدم می‌خورد.» به همین دلیل بسیاری از خلبانان مهندس پرواز از مهارت پرواز به‌طور طبیعی برنمی‌آیند.
آرمسترانگ در یک پرواز با اف-۱۰۴ استارفایتر با حادثه روبه رو شد. این پرواز در تاریخ ۲۱ مه ۱۹۶۲ انجام گرفت و آرمسترانگ دوباره مجبور به فرود اضطراری شد. او سعی کرد اعمال قدرت، اما باله، رادیو، سیال روغنی آزاد، و مایع هیدرولیکی آسیب دیده بودند. بدون ارتباطات رادیویی، او نمی‌توانست با برج کنترل ارتباط برقرار کند. پس از فرود، ثابت شد که علت قطع شدن ارتباط رادیو با برج کنترل، گرفتارشدن سیم متصل به لنگرهای زنجیره‌ای بوده است.
از آن زمان به بعد، قبل از پرواز ۳۰ دقیقه قسمت‌های مختلف هواپیما یا راکت بررسی می‌شدند. آرمسترانگ به ادواردز تلفن زد و پرسید: «دو سرنشین به پرواز درآمدند، اما هنوز میلت تامپسون در حال پرواز با اف-۱۰۴بی است. تامپسون هم در این باد قوی به سختی فرود آمد. بیل دانا در پایگاه دفتر عملیات تصمیم گرفت خلبانان برای برگشت به ادواردز، حمل و نقل زمینی شوند.
آرمسترانگ در ۷ پرواز با ایکس-۱۵ به ارتفاع ۵۰۰۲۰۷ فوت (۶۳٫۲ کیلومتر) صعود کرد و مرکز تحقیقات ادواردز را ترک کرد. در مجموع، آرمسترانگ در این پایگاه ۶۶۱۵ کیلومتر به ارتفاع صعود کرده است و ۲۴۰۰ ساعت پرواز کرده است. او در طول زندگی حرفه‌ای خود، با بیش از ۲۰۰ مدل مختلف هواپیما پرواز کرده است.

## حرفه فضانوردی

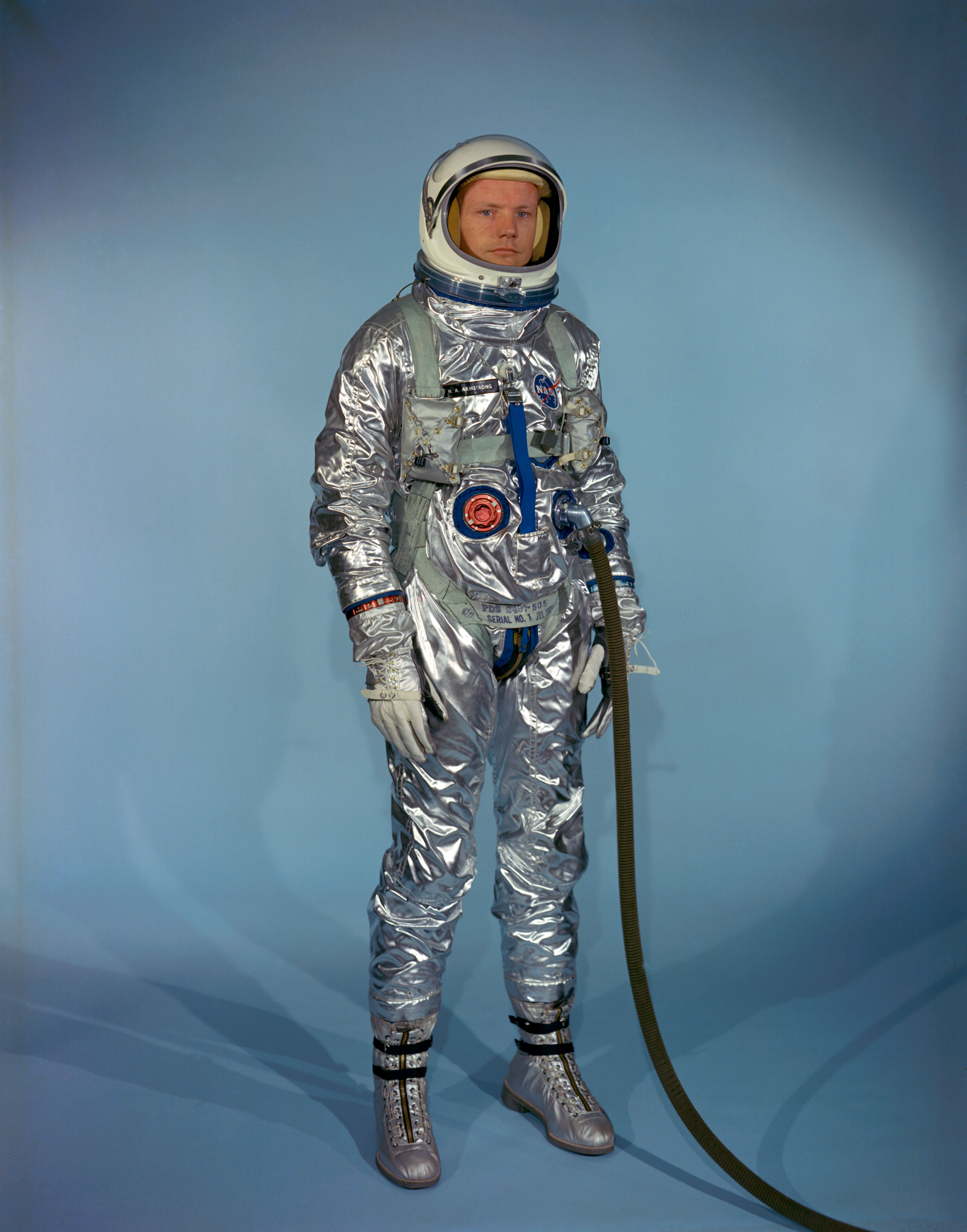
نیل آرمسترانگ در لباس فضایی جمینای

هیچ لحظه‌ای در تصمیم آرمسترانگ تعیین‌کنندهٔ تبدیل شدن او به فضانورد نبود. او در سال ۱۹۵۸، برای انسان در فضای Soonset در برنامهٔ نیروی هوایی ایالات متحده آمریکا انتخاب شد. در نوامبر ۱۹۶۰، آرمسترانگ به عنوان بخشی از گروه آزمایشی X20 Dyna-Soar به عنوان هواپیمای فضایی نظامی انتخاب شد و در تاریخ ۱۵ مارس ۱۹۶۲، او به عنوان یکی از ۶ خلبان برتر و مهندسان هواپیمای نظامی در هنگام پرواز انتخاب شد.
در ماه‌های پس از اعلام گروه دوم فضانوردان ناسا و برنامهٔ آپولو، آرمسترانگ بسیار هیجان زده شد. حدود ۱ هفته بعد از ۱ ژوئن ۱۹۶۲، آرمسترانگ که در نزدیک ادواردز کار می‌کرد، مشغول به کار در مرکز فضاپیمای سرنشین دار شد.
در تاریخ ۱۳ سپتامبر ۱۹۶۲، دک اسلایتون با آرمسترانگ تماس گرفت و از او درخواست کرد که به سپاه فضانوردان ناسا بپیوندد. آرمسترانگ هم بدون تردید این پیشنهاد را پذیرفت. سه روز بعد، روزنامه‌ها گزارش دادند که وی «نخستین فضانورد غیرنظامی» است. وی یکی از دو فضانورد غیرنظامی بوده است در حالی که الیوت یعنی نفر دوم، خلبان نیروی دریایی بوده است.

### برنامه جمینای

#### جمینای ۸
در تاریخ ۲۰ سپتامبر ۱۹۶۵، آرمسترانگ به عنوان خلبان فرماندهی و دیوید اسکات به عنوان خلبان سفینهٔ جمینای ۸ اعلام شد. اسکات قبلاً در یک مأموریت دیگر نیز بوده است. در تاریخ ۱۶ مارس ۱۹۶۶، جمینای ۸ راه‌اندازی شد و با موفقیت و اتصال با سفینهٔ بدون سرنشین آجینا (Agena) پایان یافت و این مأموریت، دومین مأموریت فوق العادهٔ اسکات بود. در مجموع جمینای ۸، ۷۵ ساعت و ۵۵ دقیقه در فضا بود.

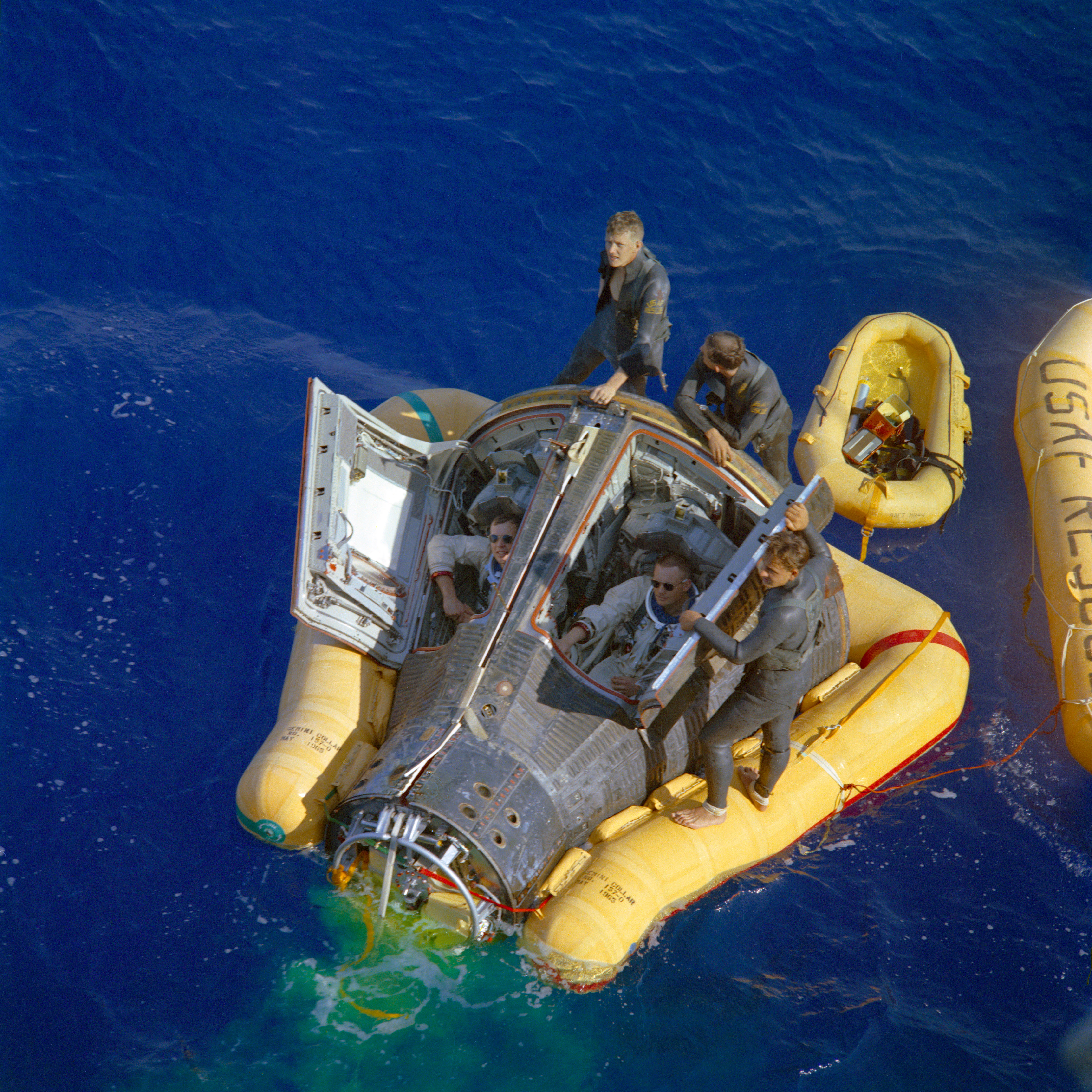
بازگشت سفینهٔ جمینای ۸ در غرب اقیانوس آرام

نخستین اتصال بین دو فضاپیما با موفقیت در مدار بعد از ۶:۳۰ ساعت به پایان رسید. با توجه به عدم وجود پوشش ایستگاه‌های ردیابی در کل مدار، تماس جمینای ۸ با زمین قطع شده بود و جمینای ۸ به سرعت دور خود می‌چرخید. آرمسترانگ اقدام به تصحیح موقعیت و سامانه مانور مداری (OAMS) در فضاپیمای جمینای ۸ کرد. در مشاوره از یک مرکز کنترل مأموریت قبلی، فضانوردان مجبور شدند جمینای ۸ و آجینا را از هم جدا کنند. با این کار نه تنها چرخیدن سفینه تمام نشد بلکه سرعتش افزایش چشمگیری پیدا کرد و در هر ثانیه یک بار دور خود می‌چرخید. این بدین معنا بود که در کنترل موقعیت سفینه، مشکلی پیش آمده بود. آرمسترانگ به این نتیجه رسید که تنها راه ممکن ورود مجدد سامانه کنترل (RCS) و خاموش کردن (OAMS) آن است. سرانجام فضانوردان بدون هیچ موفقیتی به زمین رسیدند و جان خود را نجات دادند.
پس از این ماجرا انتقادهای زیادی از آرمسترانگ و اسکات صورت گرفت. مردم در دفتر فضانوردان به خصوص والتر کانینگهام گرد آمده بودند و بعضی‌ها می‌گفتند:
آرمسترانگ و اسکات نقص چنین حادثه‌ای را نادیده گرفته بودند و اگر آرمسترانگ در مأموریت نجات، سیستم کنترل را وارد نمی‌کرد، فضانوردان صدها هزار کیلومتر دور از خانه جان می‌دادند.
این انتقادهای بی‌اساس زیاد شده بود. ژن کرانس نوشت: «واکنش آموزش‌دهندگان فضانوردان را دیدم. آن‌ها نباید واکنشی نشان می‌دادند چرا که خودشان به فضانوردان اشتباه آموزش می‌دادند.»
پس از این ماجرا آرمسترانگ افسرده شد.

#### جمینای ۱۱
آرمسترانگ در آخرین مأموریت خود در طول پروژه جمینای، به عنوان فرماندهٔ پشتیبان جمینای ۱۱ انتخاب شد. وی برای این پشتیبانی کاملاً آموزش دیده بود. این فضاپیما دو پشتیبان داشت که نفر دیگر، یک خلبان تازه‌کار به نام ویلیام آندرس بود. جمینای ۱۱، در تاریخ ۱۲ سپتامبر ۱۹۶۶ به فضا پرتاب شد. سرانجام این مأموریت با موفقیت به پایان رسید.
پس از این سفر، رئیس‌جمهور لیندون جانسون، آرمسترانگ و همسرش را برای شرکت در یک مهمانی دوستانه به آمریکای جنوبی دعوت کرد. هم چنین در این دوره، ۱۱ کشور و ۱۴ شهر بزرگ به خصوص پاراگوئه و برزیل، آرمسترانگ را دعوت کردند.

### برنامه آپولو
در تاریخ ۲۷ ژانویه ۱۹۶۷ و تاریخ آتش گرفتن آپولو ۱، آرمسترانگ در واشینگتن دی‌سی همراه گوردون کوپر، دیک گوردون، جیم لاول و اسکات کارپنتر در حال امضای معاهدهٔ سازمان ملل متحد فضا بودند.
در تاریخ ۵ آوریل ۱۹۶۷، ۱۷ فضانورد با اسلایتون دک ملاقات کردند و دربارهٔ آتش گرفتن آپولو ۱ بحث کردند. نخستین چیزی که اسلایتون گفت:
| « | مردی که اولین مأموریت فرود بر ماه را اجرا می‌کند و برای اولین بار روی ماه پا می‌گذارد، از مردان این اتاق است. | » |

اسلایتون هم چنین دربارهٔ مأموریت‌های برنامه‌ریزی شده صحبت کرد و آرمسترانگ یکی از خدمه‌های پشتیبان آپولو ۸ شد. سرانجام وی به عنوان فرماندهٔ آپولو ۱۱ انتخاب شد.
ناسا برای این سفینهٔ خرج‌های بسیار زیادی کرد. فقط به فضانوردان سه ماه آموزش فرود روی ماه را دادند. فضاپیمای آپولو ۱۱، جلوی موشک ساتورن-۵، یک موشک چهار مرحله‌ای نصب شده بود.

#### آپولو ۱۱

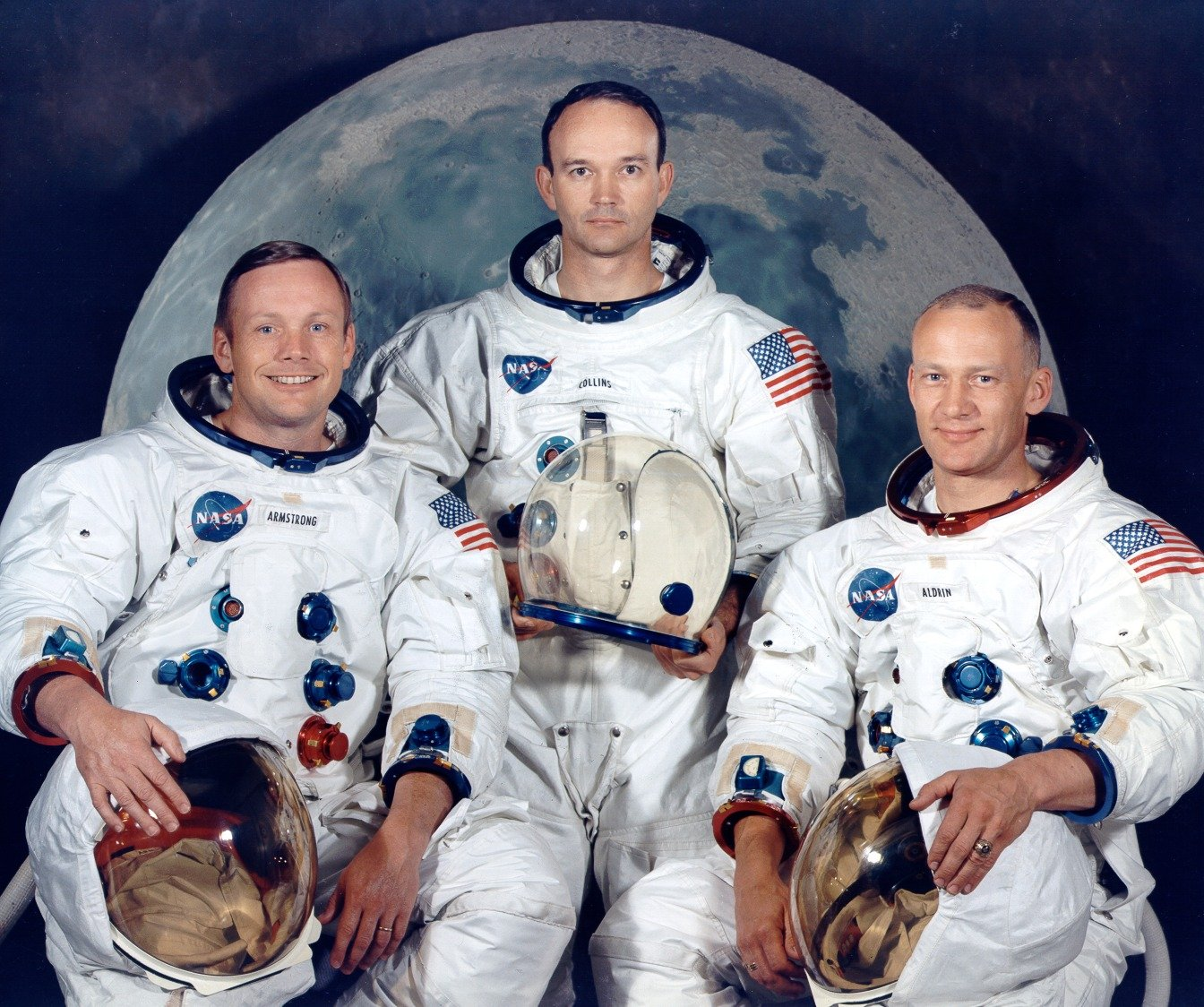
فضانوردان آپولو ۱۱ از چپ به راست نیل آرمسترانگ، مایکل کولینز، و باز آلدرین

پس از خدمت آرمسترانگ به عنوان فرماندهٔ پشتیبان آپولو ۸، وی در تاریخ ۱۱ دسامبر ۱۹۶۸، به عنوان فرماندهٔ آپولو ۱۱ انتخاب شد. در یک جلسهٔ ناسا، اسلایتون به آرمسترانگ گفت که او در این سفر دو همکار دیگر دارد. باز آلدرین به همراه آرمسترانگ در گردونهٔ ماه‌نشین «عقاب» است و به نوعی جایگزین جیم لاول است و مایکل کولینز در گردونهٔ فرماندهی «کلمبیا» در مداری دور ماه گردش می‌کند. آرمسترانگ بعد از ۱ روز اندیشیدن به اسلایتون گفت:
| « | من تا به حال با آلدرین هیچ مشکلی نداشتم ولی لاول گاهی اوقات دستورهای مرا اجرا نمی‌کرد. به هر حال بهتر است که آلدرین همراه من باشد و هم چنین در رتبه‌بندی از لاول بالاتر است. | » |

در مارس ۱۹۶۹، جلسه‌ای بین اسلایتون، جورج کم، باب گیلروت و کریس کرافت برگزار شد و به‌طور قطعی مشخص شد که فضانورد خوش بخت آپولو ۱۱، آرمسترانگ است. در یک نشست خبری در تاریخ ۱۴ آوریل ۱۹۶۹، گفته شد که آرمسترانگ از دریچهٔ سمت راست LM از فضاپیما خارج می‌شود.

##### سفر به ماه

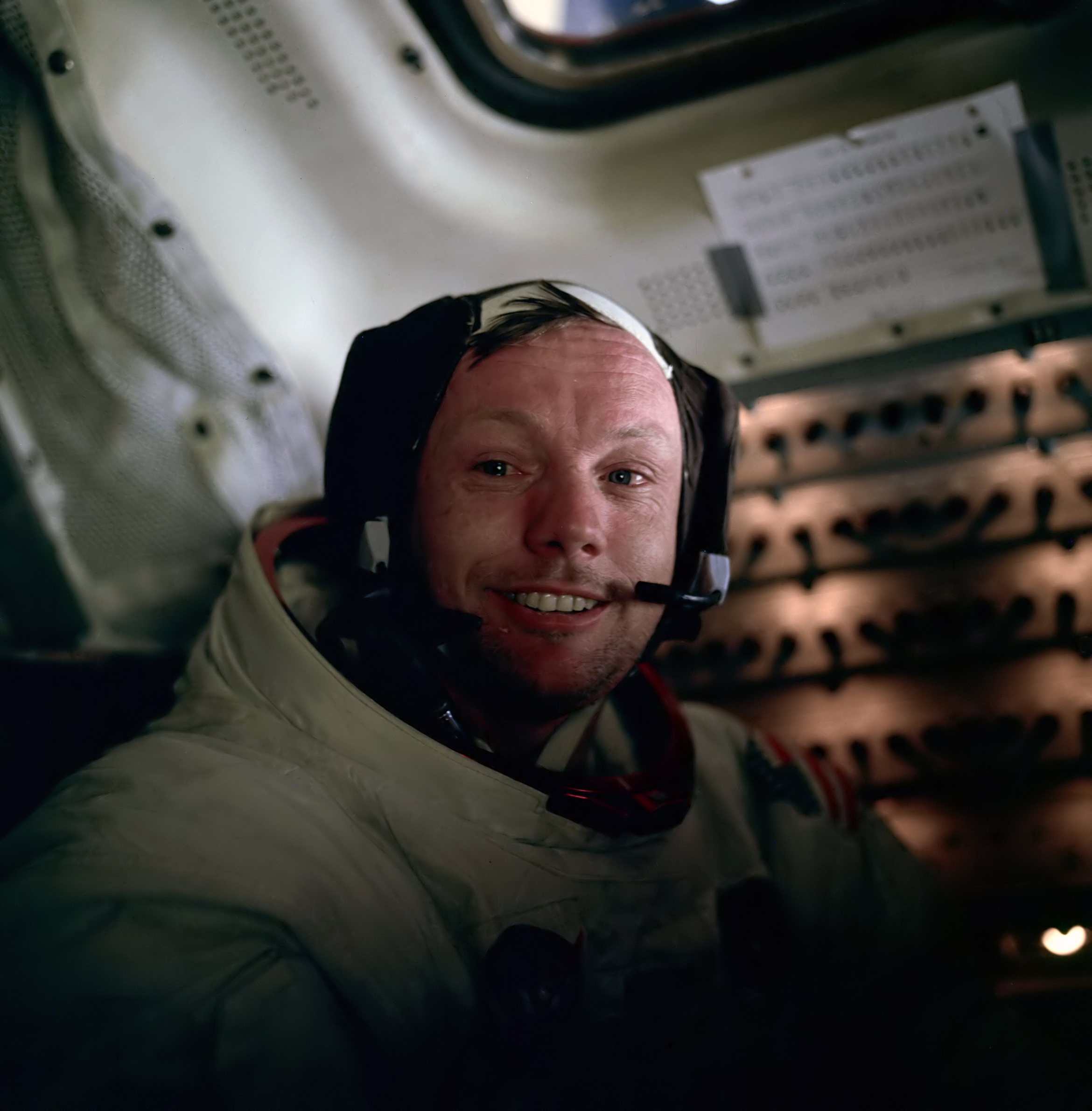
باز آلدرین این عکس را پس از پایان راهپیمایی فضایی در کابین از نیل آرمسترانگ گرفته است.

هنگام پرتاب موشک ساترن ۵ به فضا، در اثر سرعت بسیار بالا، ضربان قلب آرمسترانگ به ۱۱۰ در دقیقه رسید. او به یاد سرعت فضاپیمای جمینای ۸ افتاد و سعی کرد خود را کنترل کند. این توانایی باعث شد که بیماری فضایی نگیرد. هم چنین دو فضانورد دیگر آپولو ۱۱ هم بیماری فضایی نگرفتند. آرمسترانگ با انجام عملیات آکروباتی در هواپیما، باز هم نتوانست حالت تهوع نگیرد.
هدف فضاپیمای آپولو ۱۱، فرود بر نقطه‌ای خاص و ایمن از ماه بود. سه دقیقه مانده به فرود روی ماه، سفینه به درون چاله‌های فضایی افتاد و مثل توپ در فضا رها بود و به سرعت به سوی ماه می‌رفت. زنگ‌های خطر به صدا درآمده بودند و کامپیوترها مدام هشدار می‌دادند که نمی‌توانند این همه اطلاعات را پردازش کنند. سوخت سفینه هم تقریباً داشت تمام می‌شد.
آرمسترانگ با نگاه با سطح ماه دریافت که آن‌ها مستقیم به سوی تخته‌سنگ‌ها می‌روند. اگر فضانوردان کاری نمی‌کردند، مسافرت‌شان با یک انفجار بزرگ به پایان می‌رسید. او می‌دانست که باید چه کار کند. او هدایت سفینه را از دست کامپیوتر خارج کرد و خودش هدایت سفینه را بر عهده گرفت. مسیر سفینه را عوض کرد، ولی فضایی که او برای فرود برگزیده بود، کاملاً از تخته‌سنگ بود. آرمسترانگ آخرین شانس خود را امتحان کرد و برای آخرین بار مسیر سفینه را عوض کرد. سرانجام فضایی صاف پدیدار شد. در کمتر از ۳۰ ثانیه مانده به فرود بر ماه، سفینه را خاموش کرد تا خودش فرود بیاید. در تاریخ ۲۰ ژوئیه ۱۹۶۹، نخستین فضاپیمای انسان در ساعت ۲۰:۱۷:۳۹ بر روی ماه فرود آمد. پایه‌های فضاپیما، ۵ تا ۱۰ سانتی‌متر در ماه فرورفت. فضانوردان نیز تمام امکانات رفتن از ماه را آماده کردند تا اگر اتفاقی افتاد، به سرعت از ماه دور شوند.

##### نخستین پیاده‌روی در ماه
پس از فرود دریچه باز شد و آرمسترانگ از نردبان پایین رفت. در یک قدم مانده به ماه، او سطح ماه را توصیف کرد: «من حالا در حال رفتن به ماه هستم.»
سپس خود را برای گذاشتن پاهایش روی ماه آماده کرد. سرانجام نیل آرمسترانگ، در تاریخ ۲۱ ژوئیه ۱۹۶۹، در ساعت ۰۲:۵۶، در یک لحظهٔ تاریخی، پای چپش را روی ماه گذاشت. وی یک جملهٔ بسیار معروف گفت:
| « | این گامی کوچک برای یک انسان و جهشی بزرگ برای بشریت است. | » |

آن زمان به دلیل کمبود و محدودیت امکانات، مردم فکر می‌کردند که متن اصلی این جملهٔ آرمسترانگ، همین بوده است، ولی پیتر شان فورد، در استرالیا با برنامه‌نویسی کامپیوتر ادعا کرد که متن دقیق جملهٔ آرمسترانگ این بوده است: «این گامی کوچک برای یک مرد و جهشی بزرگ برای بشریت است.» آرمسترانگ هم در پاسخ گفت که این جملهٔ را تصادفی گفته است و منظور خاصی از کلمهٔ «یک مرد» نداشته است و منظورش مردم بوده است.
وقتی که آرمسترانگ در شبکهٔ بی‌بی‌سی و بسیاری از کانال‌های دیگر سراسر جهان، زندگی‌نامهٔ خود را بازگو می‌کرد، از ۳٫۶۳۳ میلیارد نفر جمعیت دنیا، این برنامه ۴۵۰ میلیون شنونده داشت.

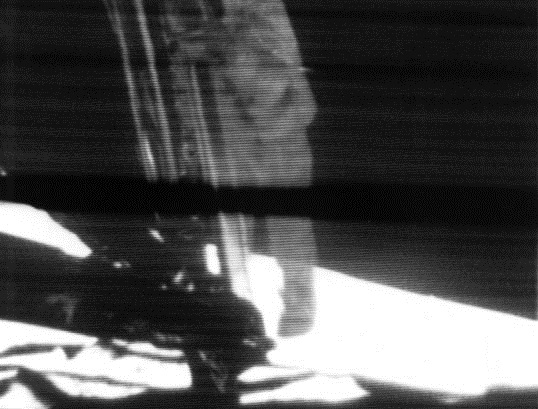
نیل آرمسترانگ آماده است تا نخستین بار پایش را روی ماه بگذارد.

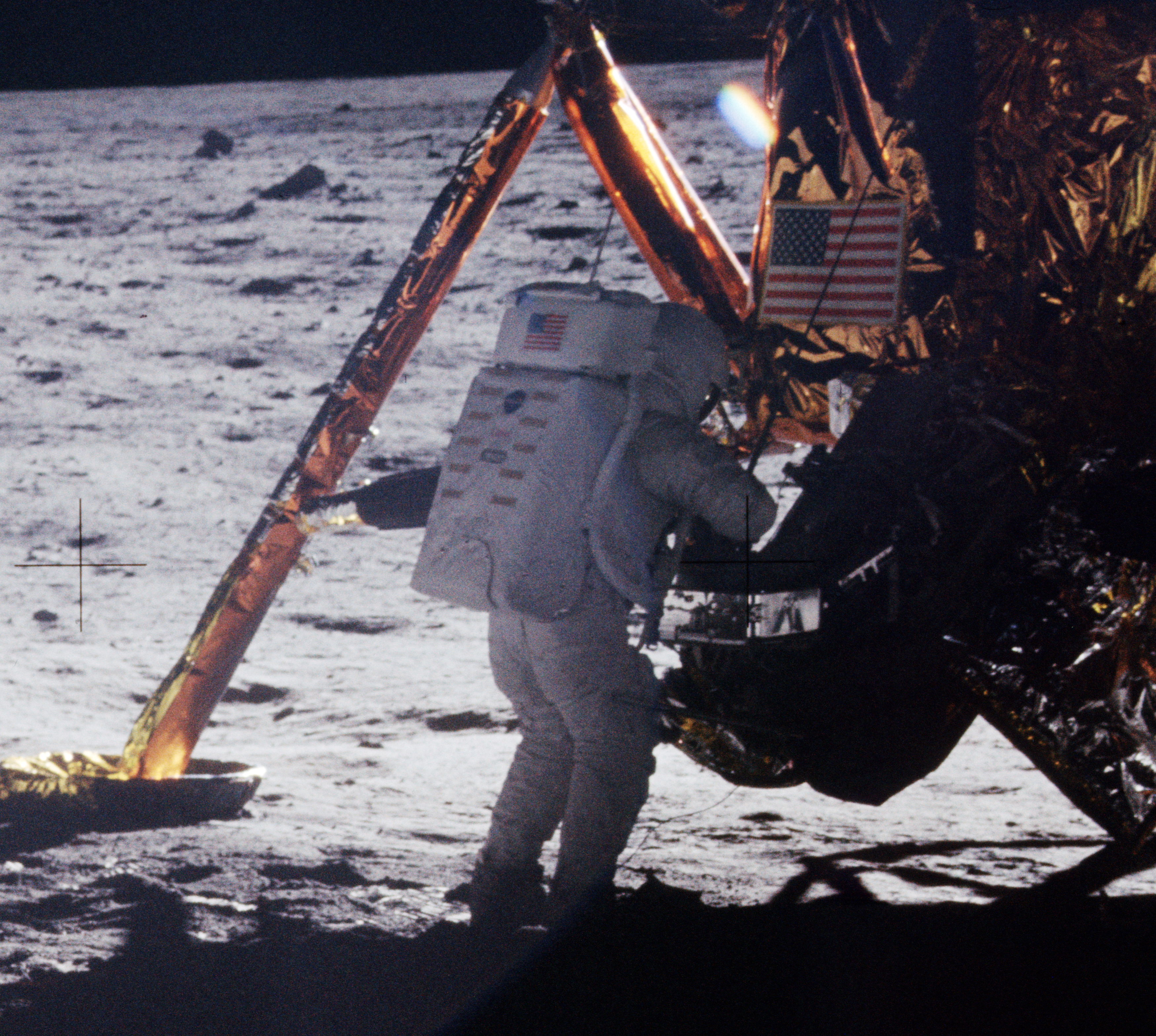
نیل آرمسترانگ بر روی ماه

حدود ۲۰ دقیقه پس از پیاده‌روی آرمسترانگ در ماه، باز آلدرین هم از نردبان پایین آمد و در سطح ماه پیاده‌روی کرد. سپس دو فضانورد فعالیت‌ها و آزمایش‌هایی روی ماه انجام دادند. در نخستین فعالیت‌هایشان، پرچم ایالات متحده آمریکا را در سطح ماه کاشتند و عکس‌های متعددی گرفتند. پرچم مورد استفاده در این مأموریت، یک میلهٔ فلزی بود که پرچم ایالات متحده آمریکا، بالای آن بسته شده بود. در عکس‌ها نشان داده شده است که پرچم آمریکا کمی موجدار است. پس از کاشت پرچم، ریچارد نیکسون، رئیس‌جمهور ایالات متحده آمریکا، از دفترش با فضانوردان تماس تلفنی گرفت. ریچارد نیکسون حدود یک دقیقه صحبت کرد و آرمسترانگ سی ثانیهٔ بعد به او پاسخ داد. هم چنین آرمسترانگ آزمایش‌های زیادی در ماه انجام داد که برخی از این آزمایش‌ها عبارتند از:
- آزمایش‌های مقاومت مصالح، برای شناخت بیشتر خصوصیات فیزیکی مواد سطح کرهٔ ماه
- آزمایش‌های زلزله نگاری برای بررسی اعماق سطح کره ماه
- تعیین فاصلهٔ میان ماه و زمین با کمک لیزر
- آزمایش‌هایی روی گرد و غبار سطح ماه

در کل مأموریت آپولو ۱۱، فقط پنج عکس از آرمسترانگ گرفته شده است. بیشترین عکس‌های این مأموریت از باز آلدرین گرفته شده است. معروفترین عکس آپولو ۱۱، عکس باز آلدرین است که روی کلاه او آرمسترانگ دیده می‌شود که در حال پیاده‌روی در ماه است.
پس از آزمایش‌های علمی، آرمسترانگ بیشترین فاصله از فضاپیما را گرفت و برای قدم زدن، ۵۹ متر از فضاپیما فاصله گرفت. آخرین کار آرمسترانگ، یادبود از فضانوردان درگذشتهٔ شوروی مانند یوری گاگارین، لادیمیر کومارو، و فضانوردان درگذشتهٔ آپولو ۱ یعنی، گاس گریسوم، وایت اد و راجر چافی بود. فضانوردان آپولو ۱۱، تنها ۲:۳۱:۴۰ در ماه راهپیمایی کردند. این راهپیمایی، کوتاهترین راهپیمایی در ماه بود. در حالی که بیشترین راهپیمایی در ماه را فضانوردان آپولو ۱۷ انجام دادند که بیش از ۲۲ ساعت صرف بررسی سطح ماه کردند.
به‌گفتهٔ ناسا، ردپای آرمسترانگ تا مدت‌ها بر سطح ماه باقی خواهد ماند. چرا که در سطح ماه هیچ بادی نمی‌وزد (به دلیل فقدان اتمسفر)، آبی جریان ندارد و فعالیت آتشفشانی به وقوع نمی‌پیوندد.

##### بازگشت به زمین

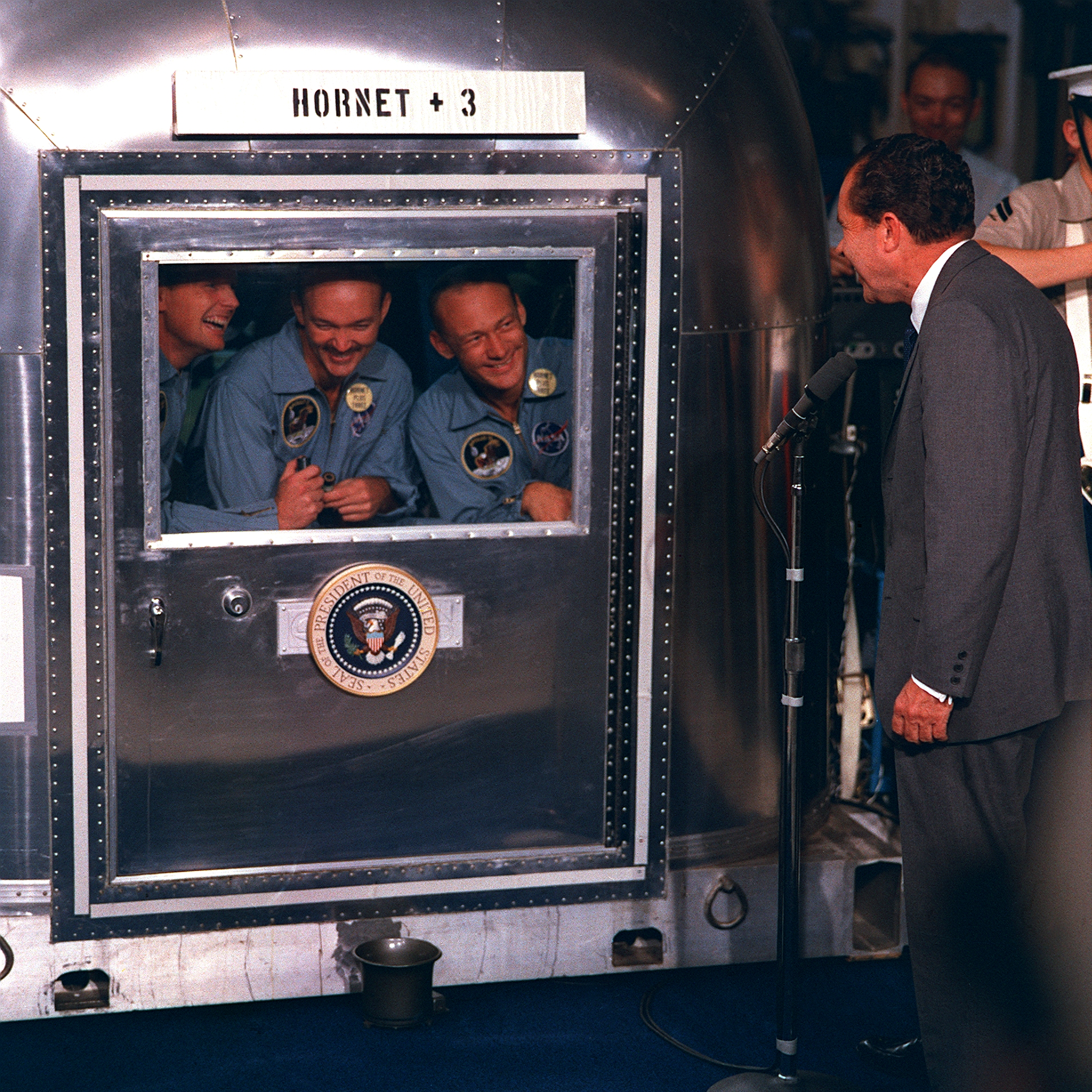
فضانوردان آپولو ۱۱ و رئیس‌جمهور ریچارد نیکسون

بعد از ۲:۳۱:۴۰ پیاده‌روی روی ماه، فضانوردان وارد فضاپیما شدند و دریچه بسته شد. آرمسترانگ و آلدرین در حالی که برای پرتاب از سطح ماه آماده بودند، فهمیدند که سوئیچ جرقهٔ موتور برای پرتاب از ماه شکسته است. آن‌ها با استفاده از بخشی از یک قلم، سوئیچ را تحت فشار قرار دادند و با فضاپیما به سمت زمین پرتاب شدند. آن‌ها در نخستین کار خود، فضاپیما را به گردونهٔ فرماندهی «کلمبیا» که مایکل کالینز در آن قرار داشت، اتصال دادند. سه فضانورد به زمین بازگشتند و در اقیانوس آرام، در یک (USS Hornet (CV-12 فرود آمد.
پس از ۱۸ روز قرنطینهٔ فضانوردان، تا اطمینان حاصل شد که آن‌ها هیچ گونه عفونت و بیماری از ماه نگرفته‌اند، ۴۵ روز در ایالات متحده آمریکا بودند. آرمسترانگ پس از آن، به ویتنام سفر کرد. در ماه مه سال ۱۹۷۰، به اتحاد جماهیر شوروی سفر کرد. پس از ورود به لنینگراد در لهستان، او به مسکو سفر کرد و با الکسی کوسیگین ملاقات کرد. پس از آن نیز به مرکز آموزش یوری گاگارین رفت. در پایان روز، با دیدن ویدئوی پرتاب با تأخیر سایوز ۹ تعجب کرد.

## زندگی پس از آپولو

### آموزش
آرمسترانگ در مدت کوتاهی پس از پرواز آپولو ۱۱، اعلام کرد که برنامه‌ریزی برای پرواز دوباره در فضا ندارد. او به عنوان معاون مدیر دیپلم برای هوانوردی دفتر تحقیقات و فناوری پیشرفته منصوب شد اما تنها در آن جا یک سال خدمت کرد و در سال ۱۹۷۱ استعفا داد.
آرمسترانگ قبول کرد که در گروه مهندسی هوافضا در دانشگاه سینسینتی تدریس کند. عنوان رسمی او در دانشگاه سینسینتی، استاد دانشگاه مهندسی هوافضا بود. پس از تدریس به مدت هشت سال، او در سال ۱۹۷۹، بدون دلیل استعفا داد.

### تصادفات ناسا
آرمسترانگ در دو تحقیق و بررسی پرواز فضایی، دچار حادثه شد. نخستین حادثه در سال ۱۹۷۰، پس از آپولو ۱۳ بود. آرمسترانگ شخصاً مخالف توصیهٔ این گزارش بود و دوباره مخازن اکسیژن که منابع انفجار هستند را طراحی کرد. در سال ۱۹۸۶، رونالد ریگان، رئیس‌جمهور ایالات متحده آمریکا، آرمسترانگ را به عنوان کمیسیون راجرز منصوب کرد که به بررسی فاجعهٔ شاتل فضایی چلنجر که در همان سال رخ داد بپردازد.

### فعالیت‌های کسب و کار
پس از این که آرمسترانگ از ناسا در سال ۱۹۷۱ بازنشسته شد، کارهای زیادی برای کسب و کار انجام داد. او برای نخستین بار برای شرکت خودروسازی کرایسلر در ژانویه ۱۹۷۹، تبلیغ کرد. در آن زمان آرمسترانگ دچار مشکل مالی بود. او به عنوان سخنگوی شرکت‌های دیگر، مانند شرکت عمومی و انجمن بانکداران آمریکا کار کرده است. او فقط به عنوان سخنگو برای کسب و کار در ایالات متحده آمریکا کار می‌کند.
در کنار کارهای سخنگو، او در هیئت مدیرهٔ چند شرکت، مسابقهٔ دو ماراتون، Learjet، شرکت برق و گاز سینسیناتی، صدا و سیما، هواپیمایی ایالات متحده آمریکا، شرکت ایتون، سیستم AIL، و تیوکول خدمت کرده است. او به عنوان رئیس هیئت مدیرهٔ شرکت EDO در سال ۲۰۰۲ بازنشسته شد.

## آرمسترانگ در ایران
ساعت ده و نیم بامداد روز سوم آبان سال ۱۳۴۸ هجری خورشیدی، نیل آرمسترانگ به دعوت محمدرضا شاه همراه ادوین آلدرین، مایکل کولینز و یک هیئت سی‌نفری از فضانوردان به ایران آمدند. در این زمان، آرمسترانگ سفر خود به ماه را در تهران شرح داد. در آن زمان گسترش فعالیت‌های این صنعت در ایران هم مطرح شده بود، مقارن ساعت یک بعد از ظهر، فضانوردان در مسیر میدان بهارستان قرار گرفتند. وی همچنین در این دیدار نشان سلطنتی را از محمدرضاشاه پهلوی دریافت کرد.

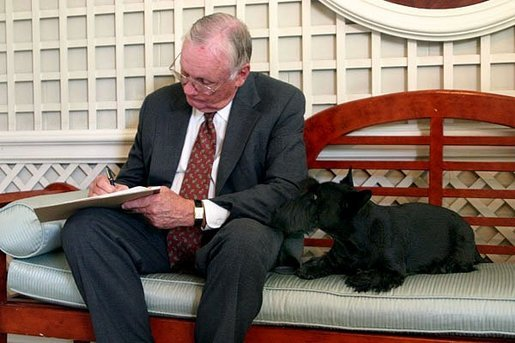
نیل آرمسترانگ در سال ۲۰۰۴ در کاخ سفید در کنار بارنی دیده می‌شود.

## بیماری و مرگ

نیل آرمسترانگ و رئیس‌جمهور برزیل در مراسم تجلیل از فضانوردان فاتح ماه

آرمسترانگ در تاریخ ۷ اوت ۲۰۱۲ برای رفع شریان‌های کرونر قلبی مسدودشده خود عمل جراحی کرد. سرانجام در تاریخ ۲۵ اوت ۲۰۱۲ به دلیل شریان‌های ناشی از این عمل جراحی در سینسیناتی، اوهایو درگذشت. چند ساعت بعد، باراک اوباما، رئیس‌جمهور ایالات متحده آمریکا در پاسخ به مرگ آرمسترانگ بیانیه‌ای شرح داد: «آرمسترانگ در میان بزرگ‌ترین قهرمانان آمریکا است. نه فقط در زمان خود بلکه در تمام دوران.» با توجه به بیانیه منتشر شده از سوی کاخ سفید، باراک اوباما افزود: «خدمه آپولو ۱۱، خواسته‌های شهروندان ایالات متحده را برآورده کردند و هرگز از یاد نخواهند رفت.»
هم چنین خانواده آرمسترانگ در بیانیه‌ای گفتند: «ما تمایلی به قهرمان دانستن نیل نداریم و او به عنوان خلبان جنگنده نیروی دریایی، خلبان آزمایش‌کننده و فضانورد به ملت خود خدمت کرده است. ما مراسم سوگواری این مرد بسیار خوب را می‌گیریم، زندگی شگفت‌انگیز خود را جشن می‌گیریم و امیدواریم که جوانان در سراسر جهان رویاهای ملتشان را به حقیقت بپیوندند و و بدون محدودیت و فشار به ملت خود خدمت کنند.
باز آلدرین، همراه آرمسترانگ در آپولو ۱۱ اظهار داشت: 
«برای درگذشت آرمسترانگ غمگینم. من توسط میلیون‌ها نفر در سوگواری این قهرمان آمریکا می‌پیوندم و همیشه او را یکی از بهترین خلبان‌ها می‌دانستم. واقعاً متاسفم که نمی‌توانیم پنجاهمین سالگرد فرودمان روی ماه را همگی با هم جشن بگیریم.»
مایکل کولینز، همراه آرمسترانگ در گردونه فرماندهی آپولو ۱۱ گفت:
«به سادگی، او بهترین بود، و من از دست دادن او را وحشتناک می‌دانم.»
 چارلز بولدن، مدیر ناسا گفت: «آرمسترانگ برای یک گام کوچک بشر در جهان فراتر از خودمان برای همیشه در یادها خواهد ماند.»
بیانیه خانواده آرمسترانگ یک ادای احترام است. علی‌رغم این که بیشتر مردم فکر می‌کردند خانواده آرمسترانگ به او افتخار کنند، خانواده او خدمات آرمسترانگ را تنها یک خدمت به ملت خود دانستند. خانواده او می‌توانستند به خدمات نیروی هوایی و دریایی او و سفر تاریخی آپولو ۱۱ افتخار کنند. این پاسخ توجه بسیاری را از جمله توییتر جلب کرد.

## جوایز

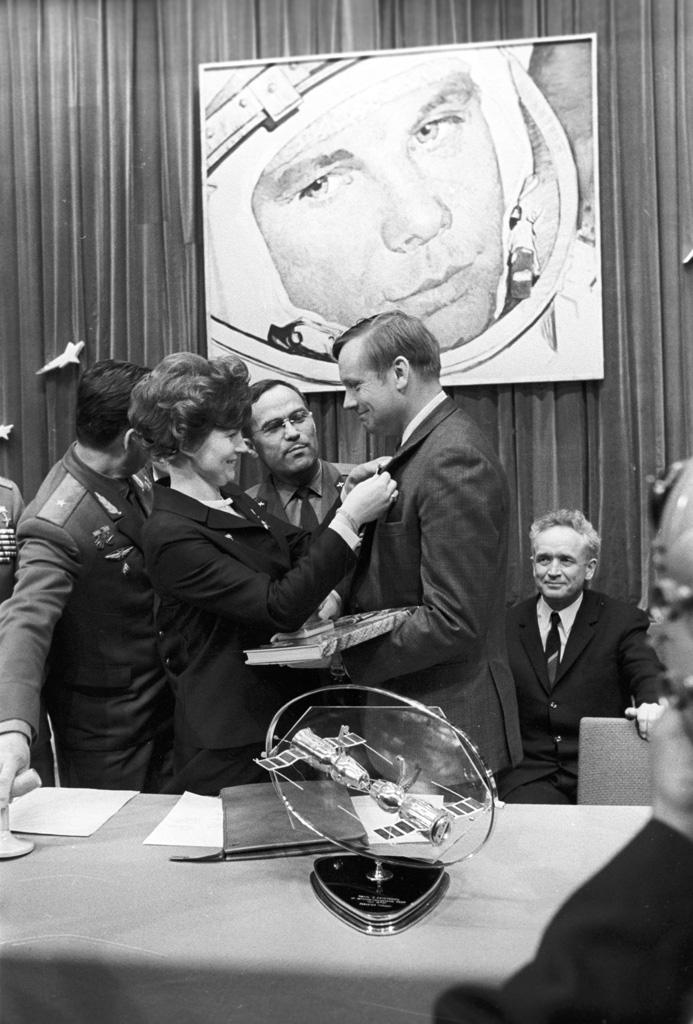
نیل آرمسترانگ و والنتینا ترشکوا (نخستین زن در فضا)، اتحاد جماهیر شوروی، ۱۹۷۰

آرمسترانگ جوایز و افتخارات بسیاری از جمله مدال آزادی رئیس‌جمهوری، مدال فضایی کنگره، تندیس و لوح یادبود گودارد رابرت، جایزهٔ سایلوانوس تایر، جام کالیر از انجمن هوانوردی ملی، و مدال طلای کنگره کسب کرده است. مکان‌های زیادی از جمله دهانهٔ آرمسترانگ، و سنگ‌های آسمانی از جمله سیارک ۶۴۶۹ آرمسترانگ به افتخار نام او نامگذاری شده‌اند. هم چنین آرمسترانگ افتخار پیاده‌روی هوا و فضا را کسب کرد. آرمسترانگ و خدمهٔ آپولو ۱۱، در سال ۱۹۹۹ دریافت‌کنندگان مدال طلای لانگلی از مؤسسه اسمیتسونیان بودند.
در سراسر ایالات متحده آمریکا، نام بیش از یک دوجین ابتدایی، راهنمایی، و دبیرستان به افتخار او نامگذاری شده‌اند. نام بسیاری از مکان‌های دیگر در سراسر جهان از جمله خیابان‌ها، ساختمان‌ها، مدارس، و جاهای دیگر آرمسترانگ یا آپولو است. در سال ۱۹۶۹، قوم ترانه‌سرا و خواننده‌شان جان استوارت، برای ادای احترام به نیل آرمسترانگ و نخستین گام او در ماه، آلبوم «آرمسترانگ» را منتشر کردند. در ماه اکتبر سال ۲۰۰۴، دانشگاه پردو اعلام کرد که ساختمان فنی و مهندسی جدید خود را آرمسترانگ خواهد نامید. برای این ساختمان ۵۳٬۲۰۰٬۰۰۰ دلار هزینه شد و در ۲۷ اکتبر ۲۰۰۷، طی مراسمی به آرمسترانگ اختصاص داده شد. در سال ۱۹۷۱، جایزهٔ سایلوانوس تایر از سوی آکادمی نظامی ایالات متحده آمریکا برای خدمات آرمسترانگ در غرب کشور اهدا شد.

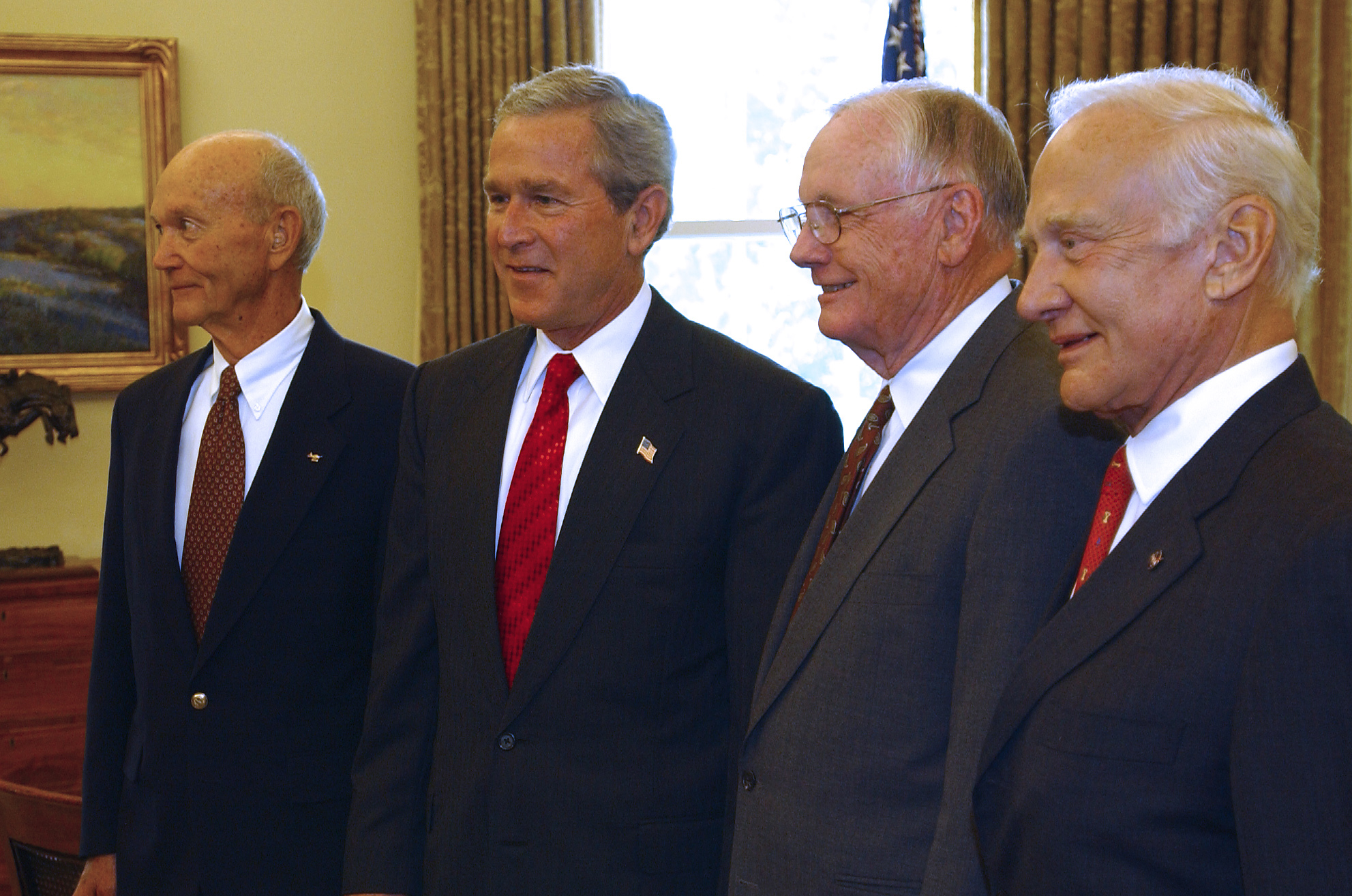
مایکل کولینز، جرج دابلیو بوش، نیل آرمسترانگ و باز آلدرین در جشن سی و پنجمین سالگرد پرواز آپولو ۱۱، ۲۱ ژوئیه ۲۰۰۴

زندگی‌نامهٔ مجاز آرمسترانگ در «نخستین مرد:زندگی نیل آرمسترانگ» در سال ۲۰۰۵ منتشر شد. برای سال‌های بسیاری، نویسندگانی مانند استفن آمبروز، و جیمز میشنر به آرمسترانگ پیشنهاد نوشتن زندگی‌نامهٔ او را دادند، اما آرمسترانگ پس از خواندن یکی از زندگی‌نامه‌های جیمز هانسن، با او توافق کرد.
در سال ۲۰۱۰، بنیاد بررسی فضایی، آرمسترانگ را به عنوان محبوب‌ترین فضانورد برگزید.
آرمسترانگ در پاسخ به مطبوعات درباهٔ دیدگاه او به پروازهای فضایی در سال ۲۰۰۵ گفت: «مأموریت مریخ نورد سرنشین دار آسان‌تر از برنامه فضایی آپولو در سال ۱۹۶۰ خواهد بود. در سال ۲۰۱۰، آرمسترانگ از تصمیم لغو اریز ۱ انتقاد کرد.»
او در یک نامهٔ سرگشاده به جانبازان آپولو (جیم لاول و ژن کرنان) اشاره کرد و گفت: «سازمان فضانوردی کشور ما نیم قرن است که انسان به فضا می‌فرستد و در آینده به صورت نامحدود این کار انجام می‌پذیرد.» آرمسترانگ علناً نگرانی‌های خود را در آپولو ۱۱ هنگام فرود بر ماه بیان کرد و گفت که شانس زنده ماندم ۵۰٪ بوده است. من بسیار متعجب بودم اما در نهایت موفق شدم بر ماه فرود بیایم.
در ۱۸ نوامبر ۲۰۱۰، در ۸۰ سالگی، آرمسترانگ گفت: «کشور هلند در یک مأموریت به مریخ او را به عنوان فرماندهٔ مأموریت خواسته بودند.»

## در فرهنگ عامه
کتاب نخستین انسان: زندگی نیل آرمسترانگ نوشته جیمز آر. هانسن در سال ۲۰۰۵ منتشر شد. تمرکز اصلی کتاب در نقش آرمسترانگ در پروژه آپولو ۱۱ است اما با این حال در بخش‌هایی از کتاب به زندگی شخصی و جزئیات اخلاقی وی نیز پرداخته می‌شود. کتاب با واکنش‌های عموماً مثبتی همراه شد. در سال ۲۰۱۸؛ کارگردان آمریکایی دیمین شزل بر اساس این کتاب فیلمی اقتباسی تحت عنوان نخستین انسان ساخت که در آن رایان گاسلینگ در نقش نیل آرمسترانگ ظاهر شد.